# Adak (Schweden)
Adak ist ein Ort (småort) in der nordschwedischen Provinz Västerbottens län und der historischen Provinz (landskap) Lappland. Adak ist der zweitgrößte Ort in der Gemeinde Malå.